# Wawrzyniec Cyl
Wawrzyniec Cyl (Łódź, 2 luglio 1900 – Łódź, 7 febbraio 1974) è stato un calciatore polacco, di ruolo difensore.

## Carriera

### Club
Ha giocato tutta la carriera nel campionato polacco.

### Nazionale
Con la Nazionale ha preso parte alle Olimpiadi del 1924.